# Formosopyrrhona semilaeticolor
Formosopyrrhona semilaeticolor är en skalbaggsart som beskrevs av Hayashi 1974. Formosopyrrhona semilaeticolor ingår i släktet Formosopyrrhona och familjen långhorningar.
Artens utbredningsområde är Taiwan. Inga underarter finns listade i Catalogue of Life.